# Сате
Сате, рідше сатай (індонез. sate; малай. satay) — страва індонезійської та малайзійської кухні. Являє собою мініатюрний варіант шашлику, виготовлений практично з будь-яких видів м'яса, птиці, субпродуктів, дарів моря і багатьох інших продуктів.
Винятково популярна на більшій частині території Індонезії та Малайзії, де є поширеною стравою вуличної кухні. Досить широко відома в інших країнах Південно-Східної Азії та, меншою мірою, за межами цього регіону.

## Походження та поширення

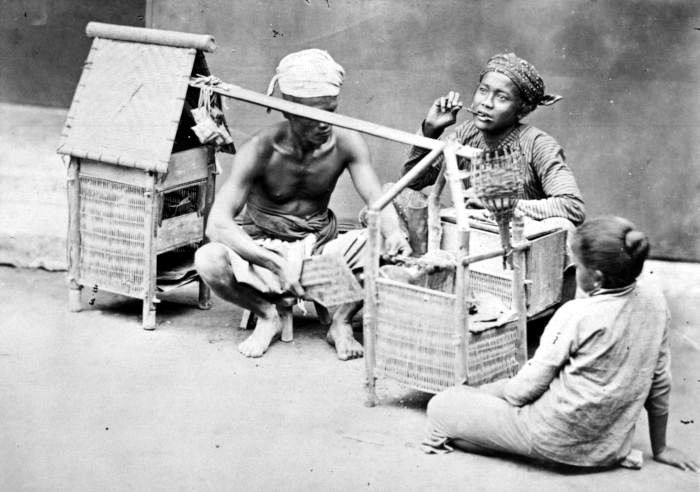
Продавець сате. Нідерландська Ост-Індія, остання третина XIX століття

Історія сате простежується принаймні до початку XIX століття. Припускається, що спочатку його виготовлення було освоєно мешканцями острова Ява під впливом індійських і арабських кулінарних традицій: у народів Близького Сходу і Індостану яванцям була запозичена технологія смаження м'яса та інших продуктів на шампурі. Однак завдяки важливій ролі густонаселеної Яви в регіональних торгово-економічних і культурних обмінах ця страва виявилася досить швидко перейнятою на значних територіях Малайського архіпелагу і Малаккського півострова.

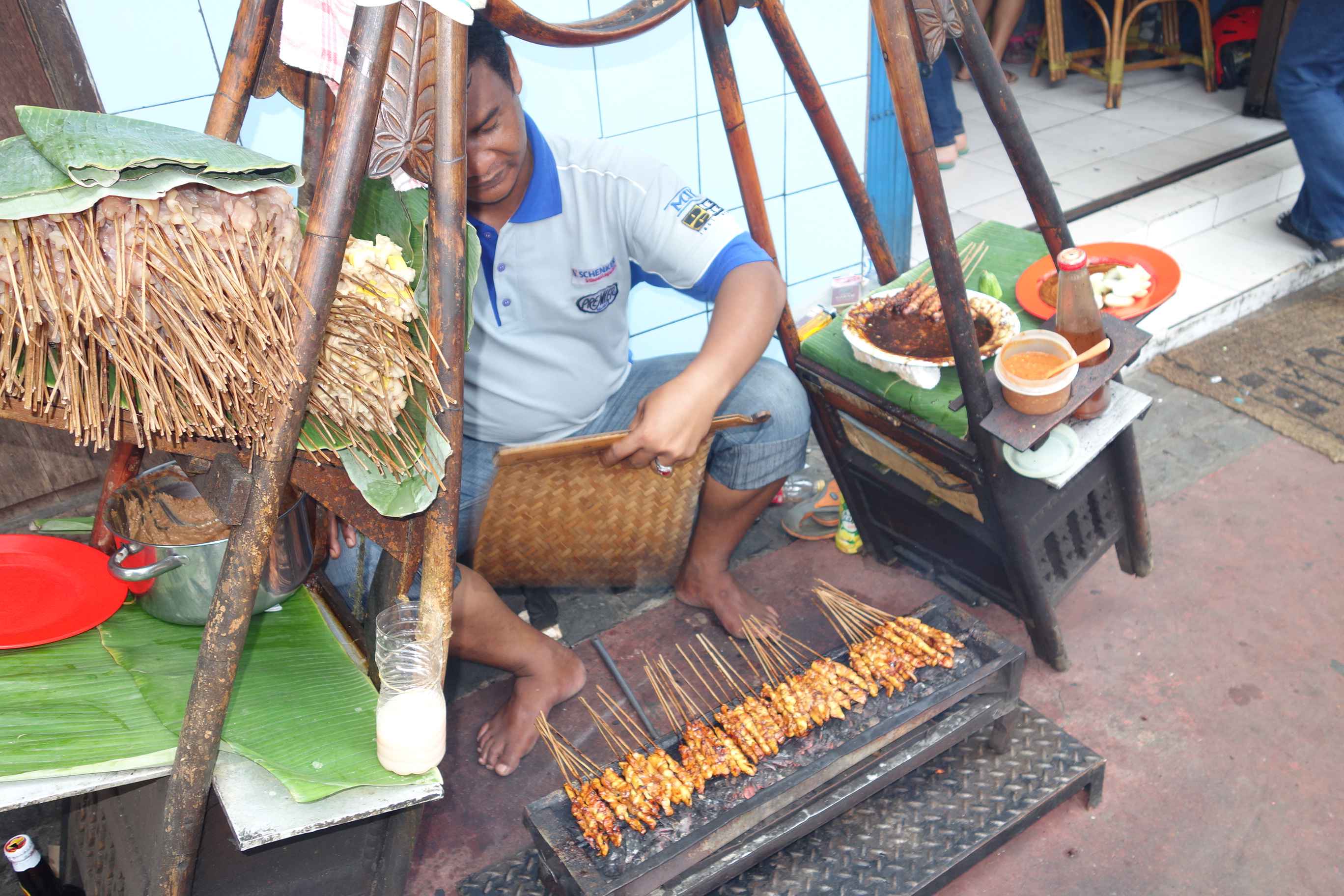
Сучасний торговець сате. Джакарта

Наразі сате є однією з найпопулярніших страв національних кухонь Індонезії та Малайзії. Його виготовлення практикується в різних районах цих країн, при тому, що найбільшою різноманітністю видів сате традиційно відрізняється Яванська кухня, «прародителька» цієї страви. Досить широке поширення воно отримало і в ряді інших країн Південно-Східної Азії, насамперед, в Сінгапурі, Брунеї, Таїланді і на Філіппінах, де часто сприймається як страву власної національної кухні. Ба більше, сате також популярна навіть за межами цього регіону, особливо в Нідерландах — колишній метрополії Індонезії. В цілому на міжнародному рівні воно є однією з найвідоміших і затребуваніших страв індонезійської кухні. У цьому зв'язку, зокрема, сате дуже часто подається на дипломатичних прийомах, проведених індонезійськими посольствами за кордоном.
Примітно, що за підсумками опитування 35 000 респондентів у різних країнах світу, проведеного в 2011 році міжнародною редакцією CNN, сате зайняв 14-е місце в списку «50 найулюбленіших страв».
І в Індонезії, і в Малайзії сате часто готується в домашніх умовах, проте найбільший попит має в закладах громадського харчування всіх рівнів. В обох країнах воно належить до числа найходовіших страв вуличної кухні: повсюдно продається на традиційних ринках, а також з лотків та візків рознощиків, що промишляють у людних місцях .

## Приготування і різновиди

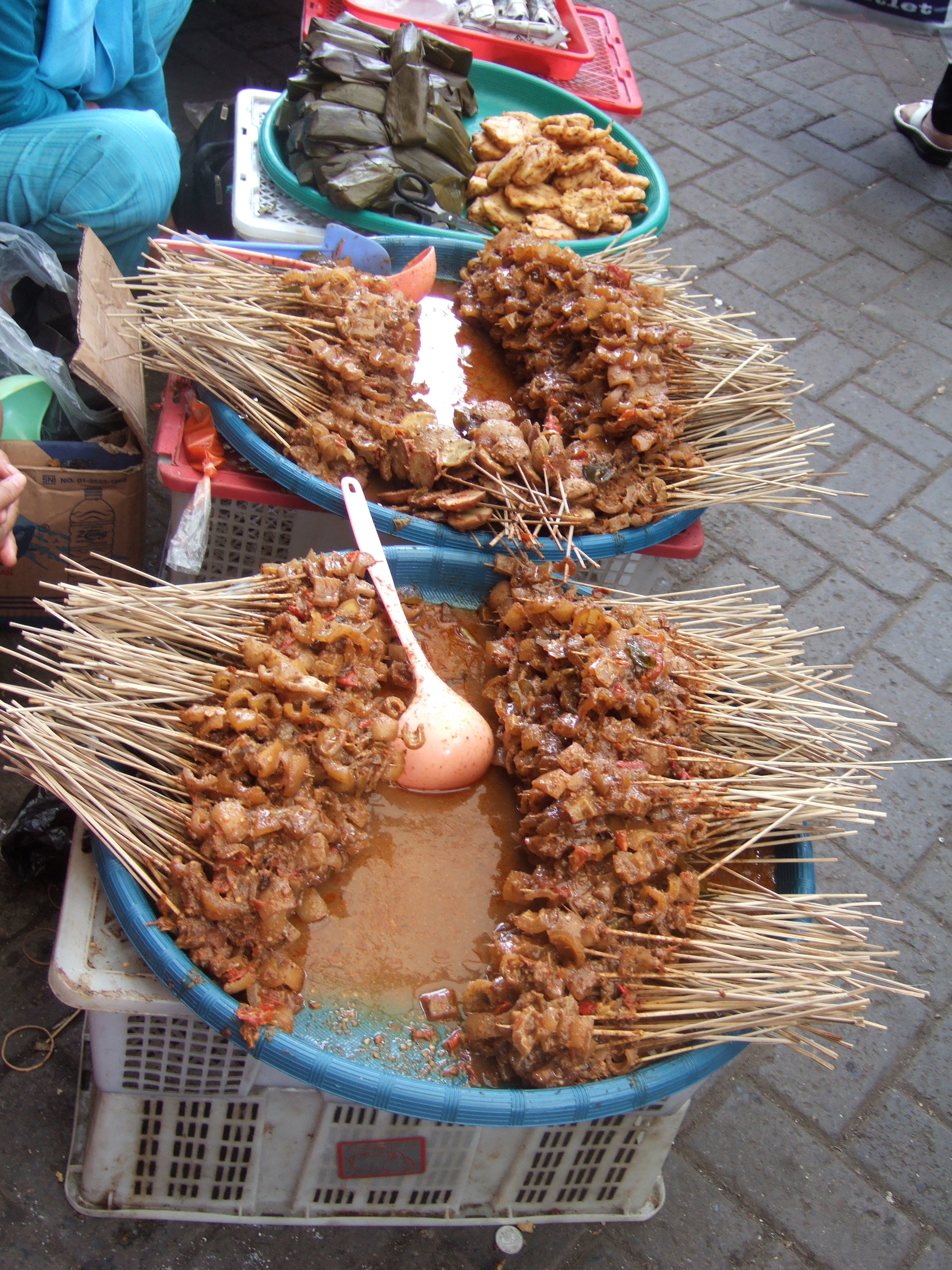
Продаж сате-Кікіліі зі шматочків томлёної в спеціях яловичої шкіри

З кулінарної точки зору сате фактично являє собою звичайний шашлик, смажений на вугіллі в мангалі. Його принциповою особливістю є досить мініатюрний розмір - в рази менший, ніж у шашликів, звичних для багатьох інших народів Євразії.

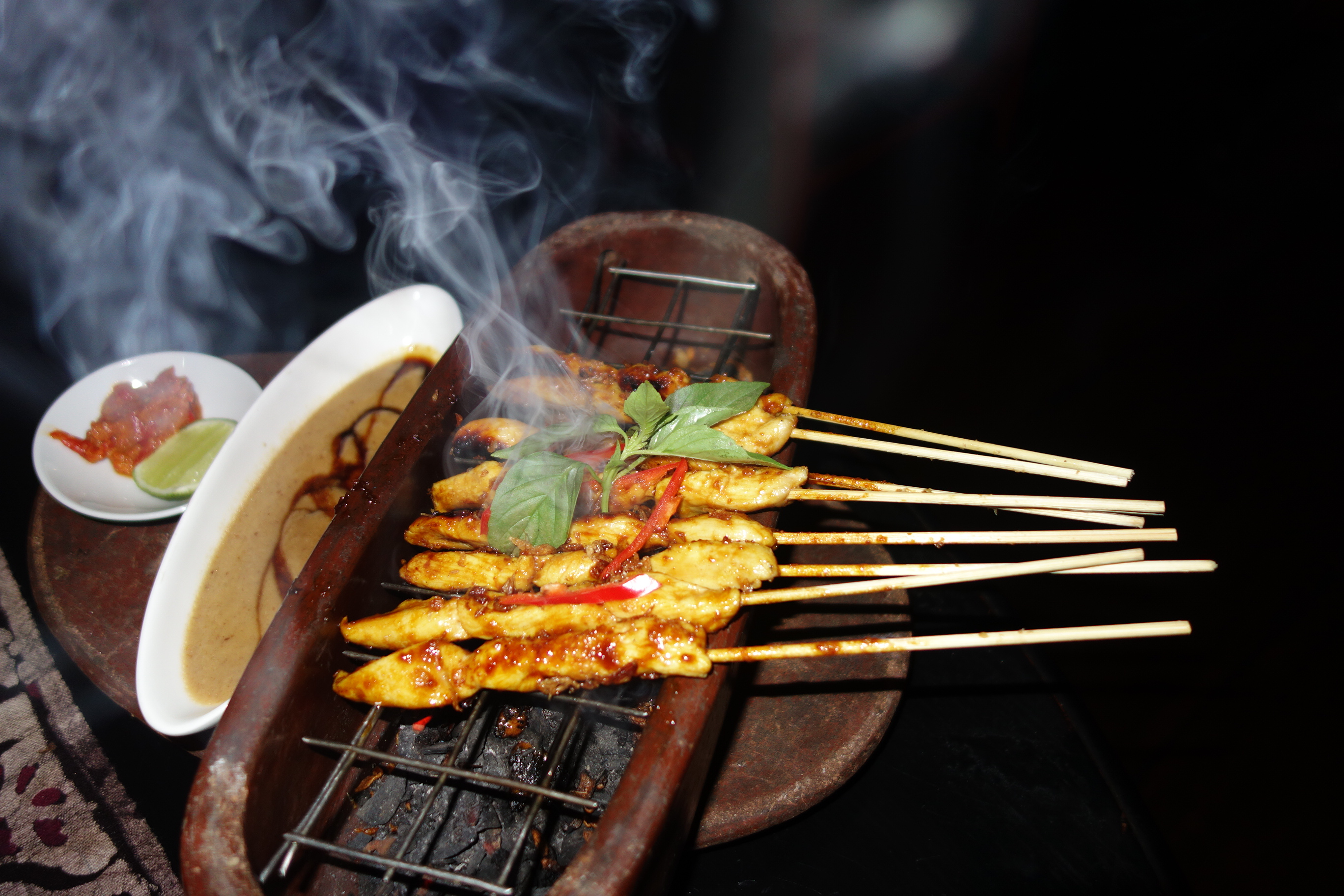
Сате з курки на мангалі. Як приправа подані арахісовий соус і самбал

Як шампури при приготуванні сате традиційно застосовуються тонкі дерев'яні — найчастіше бамбукові — шпажки, не призначені для повторного використання. На одну шпажку, як правило, нанизується 3–5 маленьких шматочків продукту, загальна маса яких рідко перевищує 70–80 грамів  .
Перед смаженням продукти зазвичай піддаються маринуванню — без попереднього маринування можуть готуватися шашлички з тофу або овочів, а також іноді з м'яса дуже молодих тварин. Склад маринаду буває досить різним: його основою можуть служити оцет, соєвий соус, сік лайма, як додаткові інгредієнти часто використовуються різні сорти перцю та інші спеції, м'якоть фруктів і навіть тофу. Після більш-менш тривалого маринування шматочки продуктів нанизуються на шпажки і обсмажуються протягом декількох хвилин на вугіллі в мініатюрному мангалі — важливому атрибуті індонезійської і малайзійської кухні  .
Характерною рисою сате є його виключне різноманіття в плані використовуваних для смаження продуктів: у хід можуть йти різні види м'яса, птиці та субпродуктів, креветки, риба та інші дари моря, тофу , темпі, яйця і деякі види овочів. Особливо велика кількість варіацій цієї страви характерна для Індонезії, де найбільшою різноманітністю рецептів відрізняється Ява: в різних районах цього острова готуються десятки видів сате   .
.

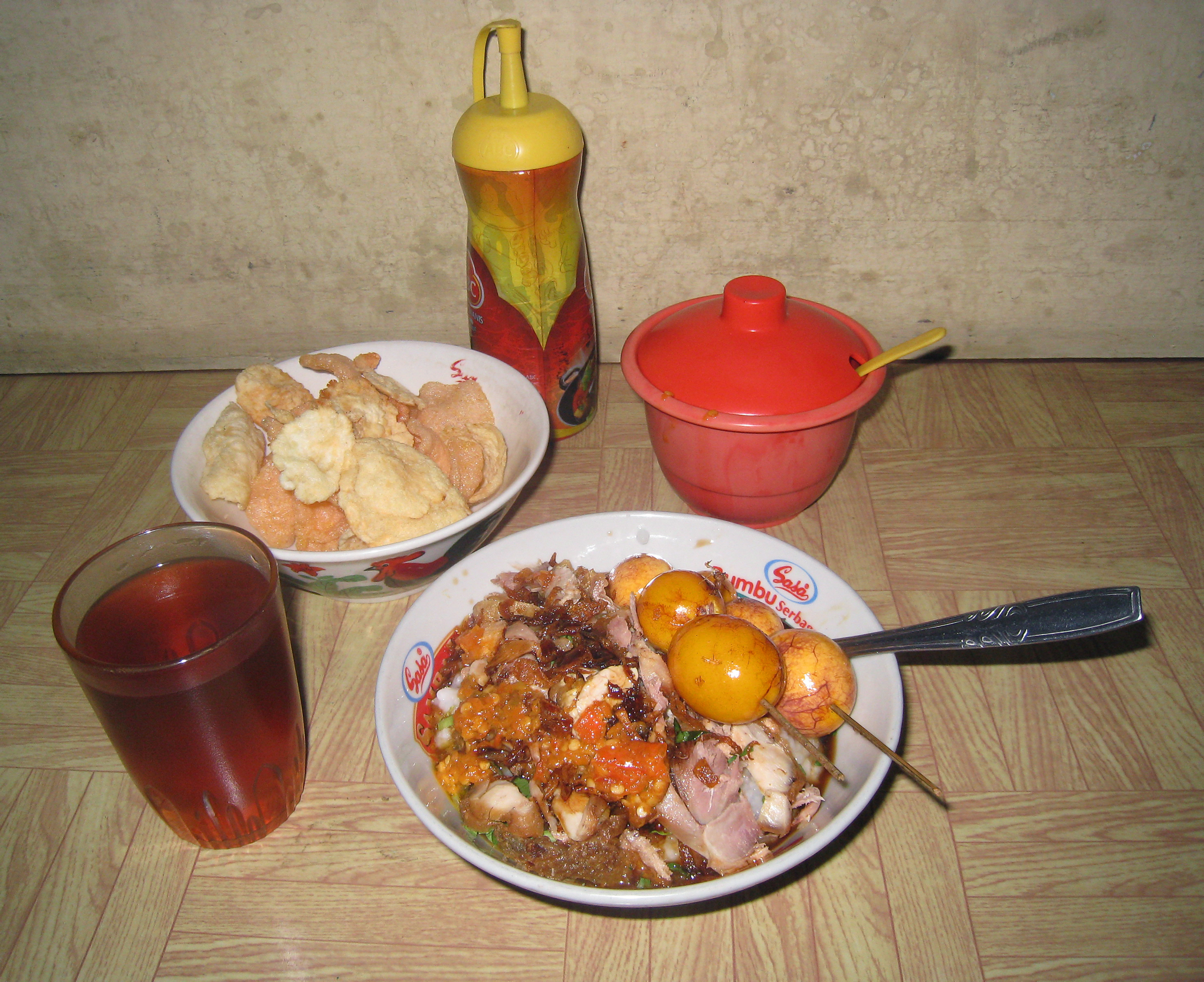
Пара шпажок сате із зародкових яєць, подана поверх миски рисової каші з куркою разом з порцією крупуку

Використання тих чи інших продуктів багато в чому зумовлено ступенем їх доступності в різних регіонах, важливу роль у цьому плані відіграють також місцеві звичаї, культурні та релігійні традиції. Повсюдно популярні, як в Індонезії, так і в Малайзії, шашлички з курятини, козлятини, креветок . На Суматрі, де широко практикується розведення великої рогатої худоби, популярні шашлички з яловичини і практично всіх видів яловичих субпродуктів, включаючи потрухи і шкіру. Свинячий варіант сате є невіддільним елементом кухні місцевих китайських громад, однак серед корінних народів обох країн, що в більшості своїй сповідують іслам та дотримуються відповідних харчових заборон, він поширений досить незначно. Винятком у цьому плані становить кухня Балі, жителі якого є переважно індуїстами  .
  

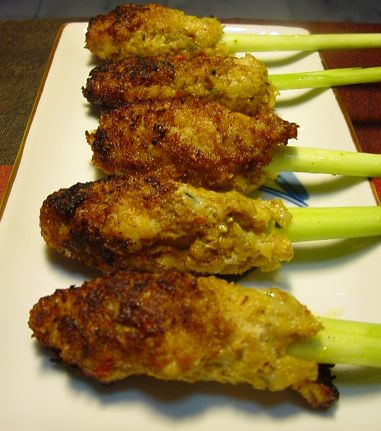
Балійскій сате-ліліт : фарш з морепродуктів наліплений на стебла цімбопогона

Окремі регіони спеціалізуються на особливих, найчастіше досить екзотичних варіантах: в Джакарті, наприклад, готують шашлички з кобри і зародкових неснесённих яєць, видобутих з курячих тушок, в Джок'якарті — з м'яса трикігтевої черепахи і баранячих яєчок, в Богорі — з томленої в спеціях телячої шкіри, в Медані — з молюсків. Іноді особливими є не самі продукти, а технологія приготування сате. Так, на Центральній Яві популярний сате-бунтел (індонез. sate buntel, буквально - «загорнутий сате»), що виготовляється не з цільних шматочків м'яса, а з фаршу, який наліплюють на шпажки і обмотується плівою або тонким шаром сала . Також з фаршу — м'ясного, рибного або курячого, зазвичай замішаного з кокосовим молоком і подрібненою копрою — сате часто готують на Балі. Як шампури для цього типу шашличків, названого сате-ліліт (індонез. sate lilit, буквально - «обмотаний сате»), балійці традиційно використовують стебла цімбопогона .
Часто сате, що є кулінарним специалітетом якогось міста або місцевості, набуває загальнонаціональну популярність під відповідною назвою. Так, в Індонезії широко відомі сате по-мадурськи (з яловичини або курятини в особливому гостро-солодкому маринаді) , по-тегальськи (з молодої немаринованої ягнятини, шматочки якої чергуються на шпажціі з шматочками баранячого жиру) , по-паданзьки (з попередньо вивареної яловичини або яловичих потрухів) , по-понорогськи (з довгастих шматочків курятини, смажиться на глиняному мангалі особливої конструкції).

## Подача і вживання

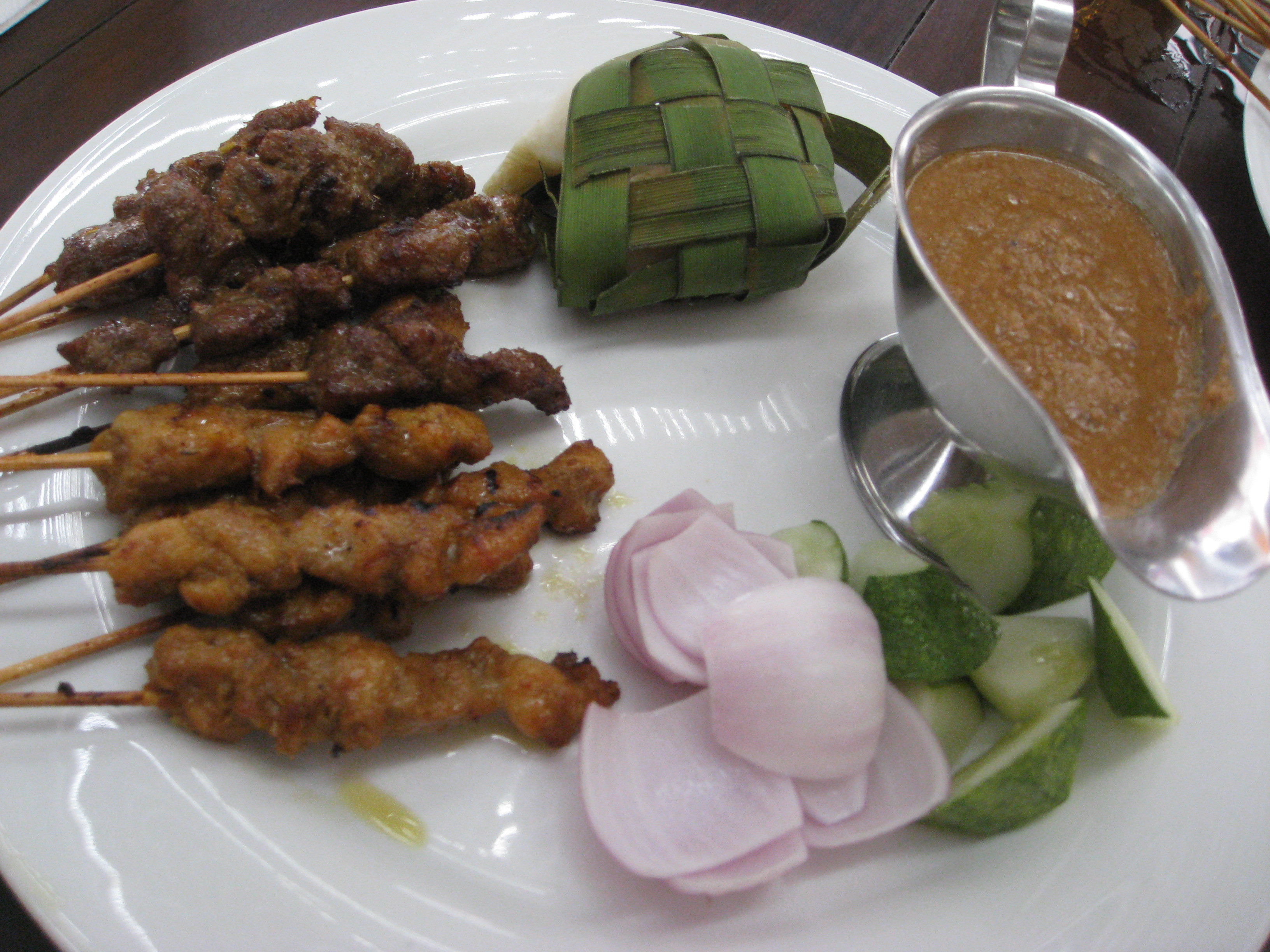
Сате з курки і яловичини з арахісовим соусом. На гарнір подані кетупат, ріпчаста цибуля і огірок

Як правило, порція сате складається з декількох шпажок: у вуличній кухні їх зазвичай відпускають по дюжині або півдюжині. Їсти цю страву прийнято безпосередньо зі шпажок, столове приладдя при цьому як правило не використовується. У сучасних умовах, особливо під час домашніх трапез, для подачі сате прийнято використовувати тарілки, хоча на вулиці сате іноді подають традиційним чином — на банановому листті .

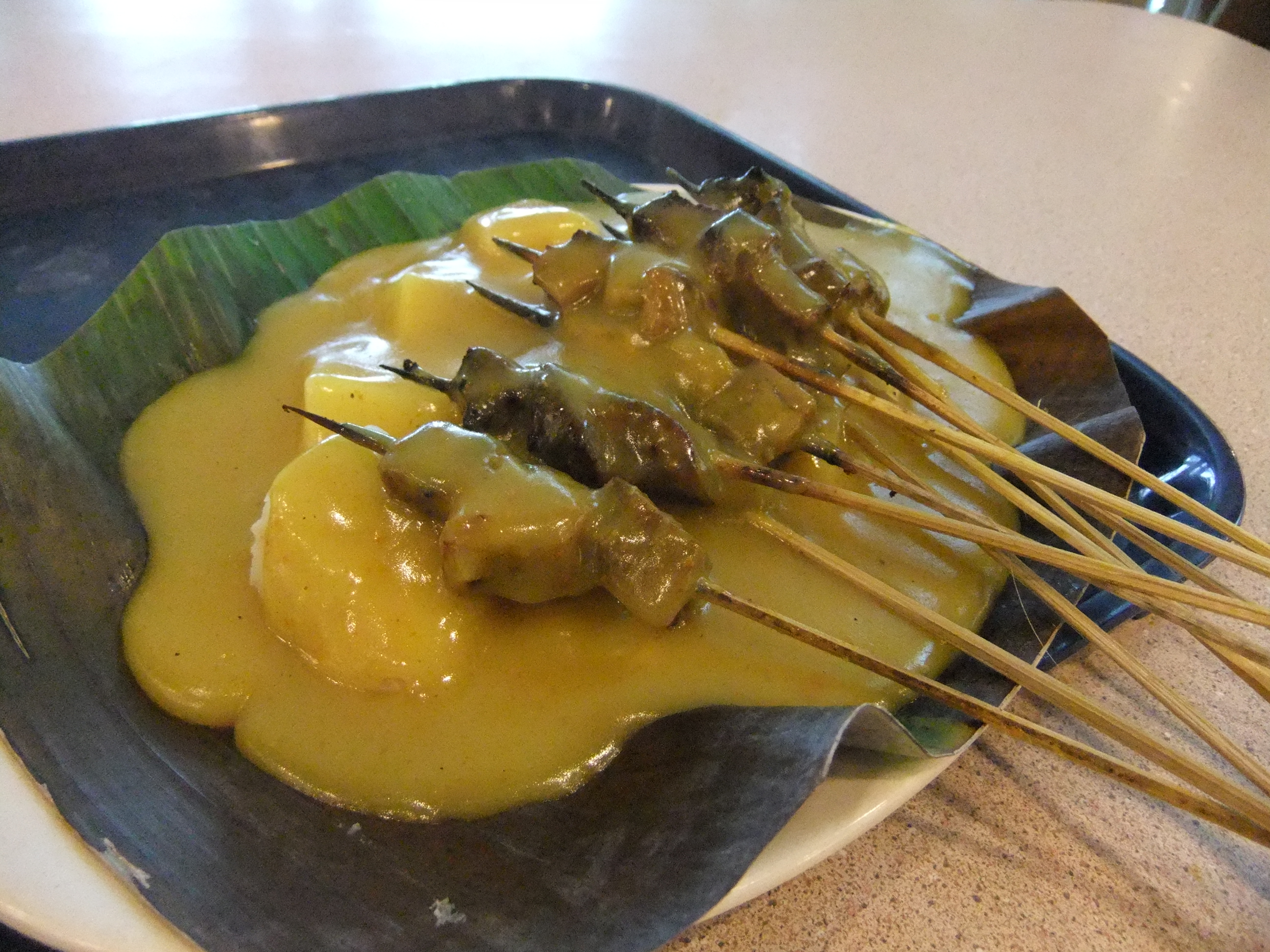
Сате по-паданзьки з особливим пряним соусом на основі бульйону і борошна

Сате вживається в їжу гарячим, якомога швидше після смаження. Найчастіше мініатюрні шашлички подаються як окрема самостійна страва. При цьому іноді гарніром до них служать кетупат або лонтонг — різні види пудингів з рису, зварених в облатці з пальмових листя, а також невелика порція сирих або мочені овочів. Крім того, на Яві вони традиційно можуть служити і добавкою до іншого популярного специалітету місцевої кухні — насі-горенг. У цьому випадку на тарілку поряд з гіркою рису кладуть дві-три шпажки сате .
Як приправа до сате зазвичай подаються різні соуси, найчастіше — арахісовий, що являє собою густу пасту з товченого арахісу, смаженого в арахісовій олії з кокосовим молоком, соком лайма і спеціями. Також повсюдно — і в Індонезії, і в Малайзії — до сате йдуть соєвий соус і самбал — паста з червоного перцю, часто з різними добавками.
Деякі місцеві спеціалітети сате передбачають вживання особливих, іноді досить складних соусів. Так, на Ломбок до шашличків часто подається кокосове молоко з червоним перцем і прянощами, а на Південному Сулавесі — гострий соус на основі м'якоті карамболи. Сате по-падазськи традиційно супроводжує яскраво-жовта підлива, яку готують на основі загущених рисовим борошном яловичого бульйону з додаванням куркуми, зіри, кореню калгану, імбиру та інших спецій, а сате по- амбальськи, батьківщиною якого є містечко Амбал в провінції Центральна Ява, — кашка з товченого тофу, цибулі, часнику і червоного перцю.